# 베이킹파우더

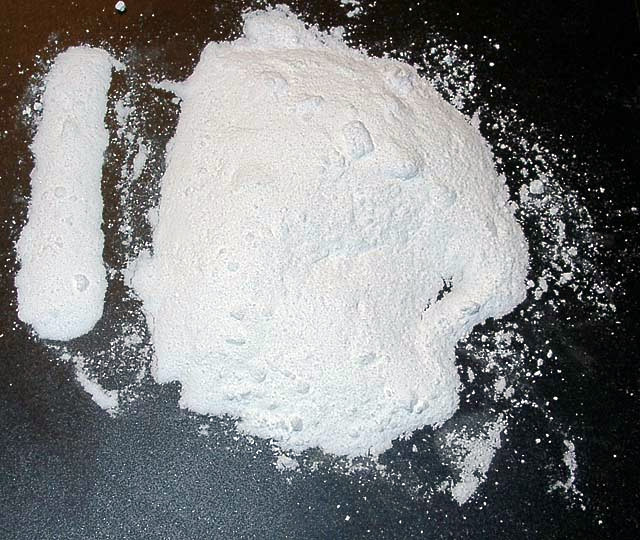
베이킹파우더의 모습

베이킹파우더(baking powder)는 빵, 과자 등을 만들 때 밀가루의 반죽을 부풀게 하는 물질로 입자가 고운 흰색 가루로 되어 있다. 베이킹 파우더에 있는 화학 물질이 공기 중에서 액체와 반응하면 이산화탄소를 만들고, 이산화탄소는 밀가루 반죽 안에 갇힌다. 여기에 열을 가하면 이산화탄소가 팽창하면서 밀가루 반죽이 부풀어오른다.
가장 널리 사용화된 베이킹파우더는 알칼리 성분 (일반적으로 베이킹소다로 알려진 탄산 수소 나트륨), 하나 이상의 산성염 (타르타르 크림 따위), 비활성 녹말 (옥수수 녹말이 대개 쓰이지만, 감자 녹말도 사용 가능)로 이루어진다. 베이킹소다는 이산화 탄소가 원천이며 산 염기 반응은 다음과 같이 표현할 수 있다.
NaHCO3 + H+ → Na+ + CO2 + H2O

## 참조
1. ↑  “Chemical Leaveners, Lallemand Baking Update, Vol. 1 No. 12, 1996” (PDF). Lallemand Inc. 2006년 10월 14일에 원본 문서 (PDF)에서 보존된 문서. 2009년 3월 5일에 확인함.
2. ↑  A.J. Bent, 편집. (1997). 《The Technology of Cake Making》 6판. Springer. 102쪽. 2009년 8월 12일에 확인함.

## 같이 보기
- 탄산 수소 나트륨 (베이킹 소다)